# 白山龍屬
白山龍屬（屬名：Tsagantegia）意為「來自於白色山脈的」，是種體型中等的甲龍科恐龍。模式標本（編號GI SPS N 700/17）是一個完整頭顱骨，發現於蒙古戈壁沙漠東南部的Baynshiree Svita地層，年代為森諾曼階到三冬階。白山龍只有一個種，長頭白山龍（T. longicranialis）。白山龍的頭顱骨長度為30公分，最寬為25公分。Vickaryous等人發現白山龍不類似其他甲龍類，牠們的頭頂裝飾物並非由多邊形所構成，而是不規則形狀。與其他甲龍類相比，白山龍的方軛骨與鱗狀骨上的隆起物發展並不良好。頭顱骨長而平坦，有小型角狀物。

## 系統發生學
根據Vickaryous等人在2004年針對甲龍下目的親緣分支分類法研究，白山龍被分類於甲龍科的基礎位置，是其他甲龍科恐龍的姐妹分類單元。